# Vignoux-sur-Barangeon
Vignoux-sur-Barangeon ist eine französische Gemeinde mit 2.061 Einwohnern (Stand: 1. Januar 2022) im Département Cher in der Region Centre-Val de Loire; sie gehört zum Arrondissement Vierzon und zum Kanton Saint-Martin-d’Auxigny (bis 2015: Kanton Vierzon-2). Die Bewohner werden Barangeonnais und Barangeonnaises genannt.

## Geographie
Vignoux-sur-Barangeon liegt etwa acht Kilometer ostsüdöstlich von Vierzon am Fluss Yèvre und seinem späteren Zufluss Barangeon, in den hier der Croulas einmündet. Umgeben wird Vignoux-sur-Barangeon von den Nachbargemeinden Saint-Laurent im Norden und Osten, Allouis im Süden und Südosten, Foëcy im Westen und Südwesten sowie Vierzon im Nordwesten.

## Bevölkerungsentwicklung
| Jahr                      | 1962 | 1968 | 1975 | 1982 | 1990 | 1999 | 2006 | 2012 | 2020 |
| Einwohner                 | 1036 | 1042 | 1106 | 1503 | 1844 | 1885 | 2020 | 2144 | 2138 |
| Quelle: Cassini und INSEE |      |      |      |      |      |      |      |      |      |

## Sehenswürdigkeiten

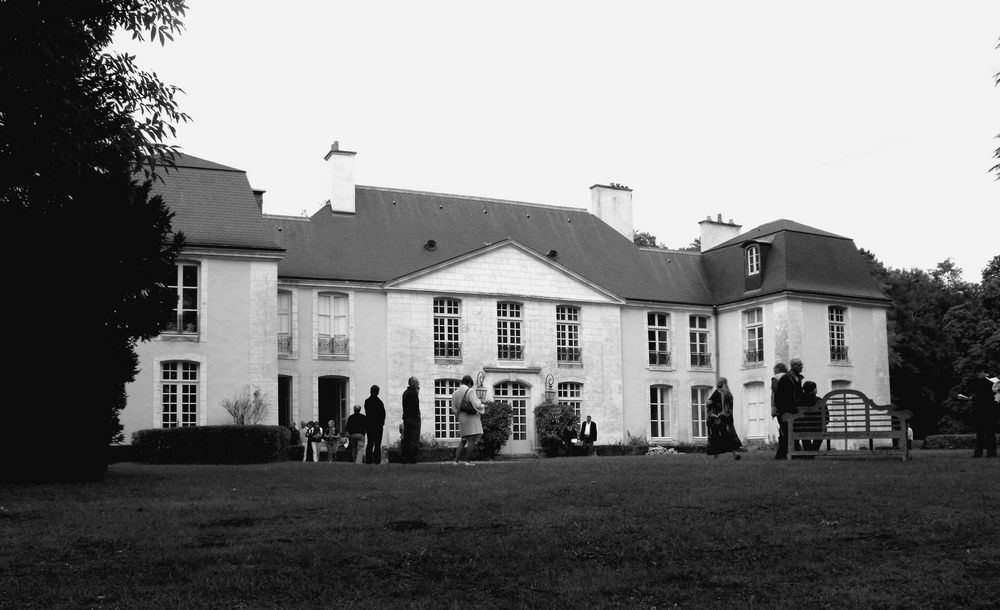
Schloss Blosset

- Schloss Blosset, ursprünglich eine mittelalterliche Burg, 1771 als Schloss umgebaut, seit 1995 in Teilen als Monument historique eingeschrieben
- Pfarrkirche Saint-Désiré, 1858 erbaut

## Persönlichkeiten
- Jean Graczyk (1933–2004), Radrennfahrer, gestorben in Vignoux-sur-Barangeon